# سوكر (لعبة فيديو 1985)
سوكر (بالإنجليزية: SOCCER)‏ ، هي لعبة إلكترونية نشرها شركة نينتندو بداية عام 1985م، وهي لعبة من نوع لعبة كرة القدم.

## خيارات اللعبة
تتوفر خيارات اللعبة 3 خيارات، وهي مستوى اللعبة ووقت اللعبة (15 دقيقة - 30 دقيقة - 45 دقيقة) ، واختيار المنتخب الواحد من أصل سبع بلدان، وأما اللعبة فيضغط زر يد التحكم الحرف بي (B) لتمرير الكرة، وحرف آيه (A) لتسديد الكرة.

### المنتخبات الوطنية
تتوفر اللعبة 7 منتخبات وطنية وتختصر اسم البلد بثلاثة أحرف حسب تعريف نظام الأيزو، هي :
- البرازيل - BRA
- إسبانيا - ESP
- فرنسا - FRA
- ألمانيا الغربية - FGR
- بريطانيا العظمى - GBR
- اليابان - JPN
- الولايات المتحدة - USA

## روابط خارجية
- Soccer على موقع غيم فاكس
- Soccer على موبي غيمز
- Soccer at NinDB